# La Providencia, Dolores Hidalgo
La Providencia är en ort i Mexiko.   Den ligger i kommunen Dolores Hidalgo och delstaten Guanajuato, i den centrala delen av landet, 270 km nordväst om huvudstaden Mexico City. La Providencia ligger 1 988 meter över havet och antalet invånare är 371.
Terrängen runt La Providencia är huvudsakligen en högslätt. La Providencia ligger uppe på en höjd. Runt La Providencia är det ganska tätbefolkat, med 93 invånare per kvadratkilometer. Närmaste större samhälle är Dolores Hidalgo, 8,5 km sydväst om La Providencia. Trakten runt La Providencia består till största delen av jordbruksmark.